# Бежен, Катрин
Катрин Бежен (фр. Catherine Bégin, 22 апреля 1939, Париж — 29 декабря 2013, Монреаль) — канадская актриса.

## Биография и карьера
Родители актрисы, Люсьен Бежен (1895—1964) (звукорежиссёр родом из Левайса области Квебека) и мать — Мари-Луиза Ван Гавр (1906—1967) (бельгийка по происхождению), поженились в Риме второго марта 1935 года. 22 апреля 1939 года у них родилась Катрин.
Окончила консерваторию драматического искусства Монреаля в 1959 году. Дебютировала на телевидении в сериале «Песчаный берег» в 1960 году.
Катрин являлась членом совета директоров «Союза актеров»; президент «Союза актеров Квебека»; президент театральной академии Квебека. За последние 20 лет карьеры она воспитала целое поколение молодых актёров. Российскому зрителю знакома по фильму «И всё же Лоранс» Ксавье Долана, а также по скандальной картине «Мученицы» Паскаля Ложье, где она исполнила роль Мадемуазель. Катрин Бежен ушла из жизни в воскресенье вечером, 29 декабря 2013 года в Монреале, после непродолжительной болезни.

## Театр
- 2005: Jouliks — Я
- 2012: Кристина, королева-мальчик — очень старая королева-мать

## Награды и премии
- Премия «Prix Victor-Morin», 1998, Квебек, Канада.
- Премия «Masques», 2001 (номинация), 2005 — Лучшая актриса, спектакль «Jouliks», 2007, Квебек, Канада.

## Фильмография
| Год       | На русском                          | На языке оригинала                         | Роль                  |
| 2012      | И всё же Лоранс                     | Laurence Anyways                           | Мама Роза             |
| 2009      | Секрет Ноэми                        | Noémie : Le Secret                         | Мишлин, бабушка Ноэми |
| 2009      | Все обо мне                         | Tout sur moi                               | Мать констебля Тибодо |
| 2008      | Мученицы                            | Martyrs                                    | Мадемуазель           |
| 2008      | Она хочет хаоса                     | Elle veut le chaos                         | Госпожа Мердок        |
| 2006      | Секрет моей матери                  | Le Secret de ma mère                       | Флоретта              |
| 2006      | Все другие, кроме меня              | Tous les autres, sauf moi                  | Мадлен                |
| 2004      | Смэш                                | Smash (TV Mini-Series)                     | Мадам Буавен          |
| 1997      | Дети Аппалачи (ТВ)                  | L’Enfant des Appalaches (TV)               | Гертруда              |
| 1997      | Папарацци (телесериал)              | Paparazzi (TV Series)                      | Мирей                 |
| 1997      | Мадам консул (телесериал)           | Madame le consul (TV Series)               | психиатр              |
| 1996      | Вирджиния (телесериал)              | Virginie (TV Series)                       | Полина Герена         |
| 1994      | Большие испытания (телесериал)      | Les grands procès (TV Series)              | Мадам Биард           |
| 1993      | Смелая Екатерина                    | Catherine Courage (TV Movie)               | Г-жа Дюмон-Тор        |
| 1984      | 101, Запад, Пайн-авеню (телесериал) | Le 101, ouest, avenue des Pins (TV Series) | Женевьева             |
| 1984      | Девушка С Обложки                   | Covergirl                                  | Соня                  |
| 1979      | Кэролайн (телесериал)               | Caroline (TV Series)                       | Кэролайн Дюплэйн      |
| 1977      | Странная                            | The Uncanny                                | Мадлен                |
| 1976      | Дедушка (телесериал)                | Grand-Papa (TV Series)                     | Маргарита             |
| 1974      | Красивое воскресенье                | Les beaux dimanches                        | Элен                  |
| 1973      | И я люблю, вас, Дорогие             | And I Love You Dearly                      | Дженет                |
| 1973      | Хозяйка                             | La maîtresse                               | Дженет                |
| 1973      | Отзывы (телесериал)                 | Témoignages (TV Series)                    | Энн Рагон             |
| 1970—1977 | Symphorien (сериал)                 | Symphorien (série TV)                      | Диана Бьюлак          |
| 1968      | Земной рай (сериал)                 | Le paradis terrestre (TV Series)           | Дениз Дюмошель        |
| 1966      | Избавь нас от зла                   | Délivrez-nous du mal                       | Люсиль                |
| 1965      | Седьмой Север (телесериал)          | Septième nord (TV Series)                  | Рене Диннулт          |
| 1965      | Фарватер (телесериал)               | Seaway (TV Series)                         | Мари-Анж Дюкло        |
| 1960      | Песчаный берег (сериал)             | La côte de sable (TV Series)               | Сюзанна               |